# El cuervo (obra de teatro)
El cuervo es una obra de teatro en dos actos de Alfonso Sastre estrenada en 1957.

## Argumento
La obra presenta el horror cercano al pánico que sienten los personajes al percibir que se está repitiendo un pasado que los atormenta: el asesinato y descuartizamiento cruel de Laura un año antes, sobre la nieve del jardín . Juan, su marido, y el resto de convidados, comienzan a dudar si el hecho se produjo o fue algún tipo de premonición, ya que las circunstancias de ese día se van repitiendo una a una. Hasta que la propia Laura aparece en la habitación. Ante la pasividad de todos, Laura sale al jardín de la noche nevada.

## Resumen del argumento
La obra empieza el día de Noche Vieja por la noche donde se encuentra Luisa limpiando la sala de estar, cuando oye ruidos que venían de afuera. Era Juan que quería entrar en casa, pero no abría la puerta así que entró por la ventana asustando a Luisa. Una vez dentro, Luisa está pensativa y se lo dice a Juan. Él le dice que se vaya a dormir que ya es muy tarde. Ella insiste en quedarse despierta porque no tiene sueño y se va a la cocina.
Más tarde llaman a la puerta y eran Pedro e Inés que venían a pasar la Nochevieja con Juan, ya que él se suponía que les había invitado. Juan les invita a pasar y les dice que él no les había invitado. Pedro insiste en que sí que los invitó diciéndole que lo ha llamado por teléfono. Juan recuerda que la víspera de Año Nuevo anterior sí los llamo y los invitó, pero en esta todavía no lo ha hecho, tenía pensado hacerlo. Después de esa extraña coincidencia la deciden ignorar, cuando de repente llaman otra vez a la puerta. Esta vez era Alfonso que venía a pasar la Nochevieja con ellos también. Alfonso le da las gracias por haberlo invitado a Juan, pero él le dice que no lo hizo. Alfonso le explica que le mandó una tarjeta de invitación. Juan recuerda que eso lo hizo el año pasado. Los dos se quedan extrañados.
Todos empiezan a pensar en lo que está pasando si es real o no, creando una sensación de miedo entre ellos. Alfonso empieza a decir su teoría de manera humorística de que están viviendo unas experiencias que ya habían vivido antes, sabiendo todo lo que está por venir como el asesinato de Laura.
Inés les cuenta que perdió un encendedor en el taxi y que Alfonso y Laura lo encontraron, el año pasado. Pero que resultaba ser el mismo encendedor que tenía Juan supuestamente un año después.
Todos se quedan extrañados y preocupados porque la situación que estaban viviendo no tenía sentido ya que esas cosas que estaban pasando ahora, habían pasado en el fin de año anterior.
Todos empiezan a decir alteradamente que esto es un sueño, que no es real, ya que si esa situación fuera real Laura estar viva y su asesino está cerca de la casa.
De repente Alfonso ve la cara del asesino de Laura por la ventana y se da cuenta de que esto es real. Pone música para tranquilizarse pero recuerdan que también la pusieron cuando de pronto baja  por las escaleras Laura para celebrar la Nochevieja con sus amigos.
Juan y los demás no se lo creen que esté viva y se quedan sin palabras. Laura les dice que les pasa y ellos de la emoción no pueden decir muchas palabras. Laura se empieza a enfadar porque no le dicen que está pasando y poco a poco los demás se lo explican y ella no se lo cree. Ellos deducen que si está viva el asesino anda suelto por ahí, entonces deciden protegerla. Laura sigue sin creérselo así que les dice que como es su muerte y por qué la asesinan. Ellos se lo cuentan todo, incluso lo del encendedor que al final se lo acaban de devolver a Inés.
Al cabo de un tiempo le explican que su asesino es un hombre que en verdad no la quiere matar. Laura empatiza con el hombre y cuando venga ella le ayudara a solucionar su problema. Juan y los demás le dicen que no lo haga alterándose.
De repente, Juan y los demás se quedan en un estado de hipnosis completamente paralizados. Laura se poner histérica porque no sabe que les está pasando y por qué están así. Cuando de pronto tocan a la puerta y Laura decide abrir. No había nadie, pero ella decide ir a ver por los alrededores. En eso Juan y los demás despiertan y van a buscar a Laura cuando inesperadamente escuchan unos gritos de socorro que provenían de la voz de Laura. Al llegar al lugar no encuentran nada, ni huellas en la nieve, ni a Laura.
Después de ese suceso extraño dicen que todo esto había sido una mala experiencia como una especie de una pesadilla que ya había vivido. Luego Inés y Pedro deciden irse con un taxi que tenían reservado, que supuestamente se reservó el año pasado, pero se van en el metro.
Ellos se van y se quedan en el chalet Juan y Alfonso, él se queda para saber si iban a llegar las taxis. Al ver que no llegan se despide de Juan y se va. Al cabo de un rato llegaron las taxis pedidos el año pasado.
Juan se queda pensado en su mujer, cuando en eso entra Luisa asustando a Juan. Él le cuenta lo que ha pasado a Luisa y le dice que se vaya a dormir.
Al final ambos se van a dormir

## Estreno
(Radio Madrid, de la Cadena SER, estrenó "El cuervo" el 13 de octubre de 1957, en adaptación para la radio de Carmen Vázquez-Vigo. Fueron sus intérpretes Pedro Pablo Ayuso, Juana Ginzo, Teófilo Martínez, Julia Delgado Caro, Antonio Candela y Vicente Mullor). 
- Teatro María Guerrero, Madrid. 31 de octubre de 1957.
  - Dirección: Claudio de la Torre.
  - Escenografía: Emilio Burgos.
  - Intérpretes: Ángel Picazo, Luisa Sala, Mari Carmen Díaz de Mendoza, Luis Peña, María Rus, Javier de Loyola.

## Versión para TV
La obra fue ofrecida por Televisión española en el espacio Primera función, el 23 de noviembre de 1989, con actuación de Pepe Sancho, Mary Begoña, Luis Varela, Nuria Carresi, Javier Escrivá y Carmen Roldán.